# Fredrik Larsson (basist)
Fredrik Larsson, född 14 augusti 1974, är basgitarrist i det svenska hårdrocksbandet Hammerfall. Han spelade först i bandet från 1994 fram till 1997 och ingick då i gruppens originaluppsättning. Efter debutalbumet Glory to the Brave (1997) lämnade han bandet och då ersattes han av Magnus Rosén. 2007 återkom han till bandet efter att Rosén den 6 mars meddelat att han slutar i Hammerfall för att satsa på egna projekt.
Fredrik Larsson har tidigare även varit medlem i banden Crystal Age och Evergrey.

## Diskografi (urval)
Studioalbum med Hammerfall
- 1997 – Glory to the Brave
- 2009 – No Sacrifice, No Victory
- 2011 – Infected
- 2014 – (r)Evolution
- 2016 – Built to Last

Med Death Destruction
- 2011 – Fuck Yeah (Live-EP)
- 2011 – Death Destruction
- 2014 – II

Studioalbum med Crystal Age
- 1995 – Far Beyond Divine Horizons

Med None
- 1998 – Release 1 (Demo)
- 1999 – Release 2 (Demo)